# Volo Korean Air 2708
Il 27 maggio 2016, un Boeing 777-300 operante il volo Korean Air 2708 dall'aeroporto Internazionale di Tokyo, in Giappone, all'aeroporto Internazionale di Seul-Gimpo, in Corea del Sud, subì un guasto distruttivo al motore sinistro e il suo conseguente incendio durante il decollo. L'equipaggio riuscì a interrompere la corsa e le fiamme vennero spente dai servizi di emergenza dell'aeroporto, accorsi sul luogo dell'accaduto. Tutti i 319 passeggeri e membri dell'equipaggio vennero evacuati; 12 occupanti rimasero feriti.

## L'aereo
Il velivolo coinvolto è un Boeing 777-3B5 equipaggiato con due motori Pratt & Whitney PW4000, immatricolato HL7534, numero di serie 27950. È il 120° Boeing 777 prodotto: volò per la prima volta il 4 febbraio 1998 e fu consegnato nuovo a Korean Air il 28 dicembre 1999. È stato riparato ed è tornato in servizio il 3 giugno 2016.

## L'incidente
Mentre l'aereo stava decollando dalla pista 34R dell'aeroporto di Tokyo Haneda, i piloti sentirono un forte boato proveniente dalla sinistra. Interruppero la corsa, fermarono il 777 e diedero inizio alle procedure di evacuazione. Tutti gli occupanti fuggirono, ma 12 passeggeri rimasero feriti e portati in un ospedale vicino all'aeroporto. I voli in arrivo vennero dirottati verso l'aeroporto internazionale di Narita di Tokyo e verso Osaka. I vigili del fuoco dell'aeroporto estinsero rapidamente l'incendio.
Secondo quanto riferito, il velivolo aveva percorso 700 metri lungo la pista prima di fermarsi, con parti del motore sparse fino a 600 metri dal punto in cui l'aeromobile aveva iniziato ad accelerare e parti di pneumatico a 700 metri.

## Le indagini
Il Japan Transport Safety Board, il Korea Aviation Accident Investigation Board, e il National Transportation Safety Board degli Stati Uniti hanno indagato sull'incidente, con l'assistenza di esperti della Corea del Sud e degli Stati Uniti. Il 30 maggio 2016, gli investigatori hanno riferito che le pale della turbina HP (high pressure - ad alta pressione) del motore Pratt & Whitney PW4098 sinistro si erano "frantumate", con frammenti che avevano perforato la copertura del motore ed erano finiti sulla pista. Le pale della turbina LP (low pressure - a bassa pressione) e il compressore LP erano intatti e privi di anomalie, e gli investigatori non hanno trovato prove di un bird strike.
Un successivo rapporto investigativo del JTSB, pubblicato il 26 luglio 2018, ha discusso un numero significativo di problemi relativi al guasto e alla successiva risposta dell'equipaggio e dei passeggeri. Questi includevano:
- scarsi standard di manutenzione che avevano trascurato una crepa crescente nel disco della turbina LP nel motore, originatasi dalla fatica del metallo;
- l'incapacità dell'equipaggio di individuare l'elenco delle procedure di emergenza da utilizzare;
- l'inizio dell'evacuazione mentre i motori stavano ancora girando, con il rischio che i passeggeri venissero spazzati via;
- i passeggeri, che hanno ignorato le istruzioni e hanno portato con sé i bagagli durante l'evacuazione, rischiando di perforare gli scivoli.

A seguito dell'incendio, la FAA ha emesso una Direttiva di aeronavigabilità che imponeva l'ispezione dei motori dello stesso tipo di quello nell'incendio, per valutare le condizioni dei componenti che si erano guastati sul volo 2708.
Il final report è stato pubblicato dalla JTSB il 6 luglio 2018. Nella sezione "cause", viene riportato:
Per quanto riguarda la causa della frattura del disco HPT del 1° stadio, è probabile che essa si sia generata dalla lavorazione eccessiva della scanalatura a forma di U sul lato posteriore del disco durante fabbricazione del motore; di conseguenza si è originata una crepa dovuta a fatica del metallo e si è propagata durante il funzionamento del motore.

È probabile che il difetto non sia stato rilevato al momento dell'ispezione da parte del produttore durante il processo di produzione. E per quanto riguarda le crepe non rilevate, è in qualche modo probabile che tali rotture non siano state trovate durante le ispezioni non distruttive del disco da parte della Società al momento della manutenzione del motore.

Per quanto riguarda l'incendio del motore n.1, è probabile che a causa delle forze d'urto generate dal rilascio dei frammenti provenienti dal disco HPT e a causa dei carichi degradanti generati quando il motore si è arrestato all'improvviso, le crepe si siano allargate fino a raggiungere lo scambiatore di calore olio-carburante. Le perdite dei suddetti liquidi, a contatto con l'area rovente del rivestimento del motore n.1, hanno preso fuoco.»
(JTSB, Final report Korean Air 2708)